# Kazimierz Roman Woźnicki
Kazimierz Roman Wacław Woźnicki, fr. Casimir de Woznicki (ur. 28 lutego 1878 w Osieku, zm. 1 listopada 1949 w Paryżu) – literat, publicysta, działacz emigracyjny, dyplomata, bibliotekarz, bibliograf, bibliofil, kolekcjoner grafiki.

## Życiorys
Urodził się w rodzinie ziemiańskiej herbu Ciołek, syn Bronisława, właściciela Osieka w Sierpeckiem, a później Łempic i Witek w Pułtuskiem, i Izabeli z Dembińskich. Miał brata Stanisława Mariana (1876–1925). W latach 1888–1894 uczęszczał do gimnazjum realnego - Zakładu Naukowego Realnego Sześcioklasowego Męskiego Wojciecha Górskiego przy ówczesnej ulicy Hortensji 2 w Warszawie. W 1894 roku zdał maturę z uzyskując prawo „wstąpienia do klas dopełniających szkół realnych”. W okresie nauki szkolnej uczestniczył w działalności tajnych kółek samokształceniowych zorganizowanych przez Władysława i Stanisława Grabskich. Przygotował także manifestację uczniów „od Górskiego”, która odbyła się 3 maja 1891 roku, w setną rocznicę uchwalenia konstytucji, przy ruinach świątyni Opatrzności Bożej w Ogrodzie Botanicznym Uniwersytetu Warszawskiego. Ze względu na pogorszenie sytuacji materialnej rodziny, trwającą już przewlekłą chorobę matki oraz studia chemiczne brata na politechnice w Stuttgarcie Woźnicki po ukończeniu szkoły powrócił do majątku ojca. Odbył tu praktykę rolną w Łempicach w pow. pułtuskim (1894–1896) a następnie w majątku swego wuja, Dominika Moraczyńskiego w Śladach (dobra śledzieńskie) i w Tatyjowie na Podolu (1896–1897). W międzyczasie od kwietnia 1895 do kwietnia 1896 odbył roczną służbę wojskową w 18 Pułku Dragonów Klastyckich, który opuścił w randze chorążego. W latach 1897–1898 studiował w Studium Rolniczym na Uniwersytecie Jagiellońskim, a następnie kontynuował studia agronomiczne na Uniwersytecie w Halle (1898–1900). W Halle był prezesem polskiej korporacji studenckiej Filomacja (1899–1900). Wraz ze swym bratem ciotecznym Stanisławem Kozickim powołał do istnienia w Halle grupę reaktywowanego w 1898 roku Związku Młodzieży Polskiej (Zetu). Od tego momentu pozostawał politycznie związany z obozem narodowo-demokratycznym. Na początku 1900 roku przeprowadził się z Halle do Berlina, gdzie studiował na Wydziale Filozoficznym Uniwersytetu Fryderyka Wilhelma (1900–1901). Z powodów finansowych zmuszony do przerwania berlińskich studiów udał się do Paryża, gdzie objął posadę bibliotekarza w Szkole Polskiej. Od tej pory z krótkim przerwami mieszkał w Paryżu. Aby poprawić swoją sytuację finansową pisywał korespondencje do gazet i czasopism ukazujących się na ziemiach polskich, m.in. „Tece”, „Ekonomiście”, „Słowie Polskim” „Gońcu Polskim” i „Słowie Polskim”. Od marca 1901 do lutego 1904 studiował także na Sorbonie i Szkole Nauk Politycznych w Paryżu. Ecole libre des sciences politiques ukończył w 1904 pracą dyplomową poświęconą postaci księdza Gabriela Bonnota de Mably’ego. 

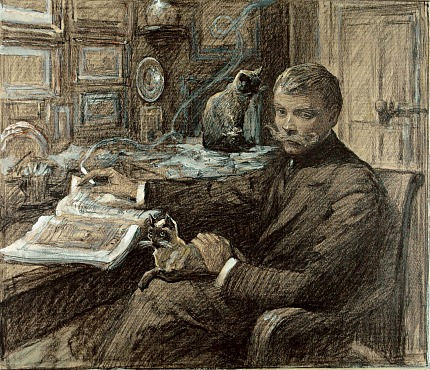
Antoni Kamieński, Portret Kazimierza Woźnickiego, 1918 (rysunek)

W latach 1904–1906 był drugim bibliotekarzem obok Wacława Karczewskiego w bibliotece Muzeum Narodowego Polskiego w Rapperswilu. Podczas półtorarocznego pobytu w Szwajcarii łączył pracę zawodową (przyporządkowaniu archiwum Seweryna Goszczyńskiego) z aktywnością popularyzatorską i wystawienniczą oraz samokształceniową, szczególnie w odniesieniu do wiedzy o książnictwie i sztuce druku. Prowadził też własne badania nad Lelewelem, uwieńczone kilkoma artykułami i edycjami źródłowymi ze zbiorów rapperswilskich opublikowanymi w latach 1906–1907 w „Bibliotece Warszawskiej”, w „Gazecie Polskiej”, „Sprawozdaniu z zarządu Muzeum Narodowego Polskiego w Rapperswilu” oraz w „Tygodniku Ilustrowanym”. Podczas pobytu w Rapperswilu współpracował z działaczami zetowskim oraz nestorem Ligi Polskiej - Zygmuntem Miłkowskim. Po powrocie do Francji nie zerwał kontaktów z Muzeum Rapperswilskim, zostając jego członkiem korespondentem. W latach 1906–1919 był kierownikiem Biura Informacyjno-Prasowego w Paryżu (Agence Polonaise de Presse)które w 1907 zostało agendą galicyjskiej Rady Narodowej we Lwowie. Miało ono za zadanie informować prasę francuską (a za jej pośrednictwem francuską i do pewnego stopnia zagraniczną opinię publiczną) o sprawach polskich oraz podejmować inne akcje popularyzujące Polskę we Francji. Budżet biura wynosił 2000 franków, zaś pensja kierownika - początkowo 300, a następnie 500 franków miesięcznie. Biuro opracowywało i wydawało biuletyn (151 numerów do wybuchu pierwszej wojny światowej), inspirowało lub zamieszczało życzliwe wobec spraw polskich artykuły, wydawało po francusku broszury i książki, urządzało odczyty, pokazy przeźroczy i wystawy, zorganizowało podróże francuskich literatów (np. Mariusa i Ary Leblondów) i polityków na ziemie polskie. W latach 1907–1908 blisko współpracował z Henrykiem Sienkiewiczem, prowadząc i koordynując zorganizowaną przez noblistę głośną międzynarodową akcję propagandową, tzw. Ankietę Pruską. W 1908 współzałożyciel Komitetu Francusko-Polskiego (późniejszy Komitet „France-Pologne”).
Po wybuchu I wojny światowej posiadając znajomości w wysokich kręgach paryskich i legitymujący się paszportem Imperium Rosyjskiego, a więc sprzymierzeńca wojennego Francji, nie miał problemów z pozostaniem w Paryżu ani z kontynuacją działalności politycznej. Mimo to pierwszy rok wojny był dla niego trudny choćby z powodu zaprzestania działalności przez lwowską Radę Narodową dotychczas istotnie finansującą działalność prowadzonej przez niego Agencji. Dopiero nawiązanie kontaktu z Erazmem Piltzem który pod we wrześniu 1915 roku powołał do życia Centralną Agencję Polską w Lozannie pozwoliło na załatwienie tego problemu. W momencie powołania tej instytucji Woźnicki stał się jednym z jej współpracownikiem, a Agence polonaise de presse - jej paryskim oddziałem. Podjął wówczas na cztery lata współpracę jako sekretarz z Erazmem Piltzem, który przeniósł się z Lozanny do Paryża, początkowo w ramach prac lozańskiej agencji, zaś od 1917 roku Komitetu Narodowego Polskiego w Paryżu aż do jego rozwiązania. Podczas Konferencji Pokojowej w Paryżu sekretarz delegata Komitetu Narodowego Polskiego przy rządzie francuskim prof. Erazma Piltza.
Dzięki swoim rozległym kontaktom, doświadczeniu i pracy na rzecz KNP w 1919 roku przeszedł do pracy w Stowarzyszeniu France-Pologne i w Poselstwie Polskim w Paryżu. Od 28 lipca 1919 roku attaché prasowy Poselstwa Polskiego w Paryżu. Był ceniony przez posła Maurycego Zamoyskiego, a następnie od 1924 przez ambasadora Alfreda Chłapowskiego, za którego został mianowany II sekretarzem Ambasady Polskiej w Paryżu. Jednak jego pozycja nie była zbyt mocna, pod koniec 1924 Ministerstwo Spraw Zagranicznych w Warszawie planowało przenieść go do poselstwa w Bukareszcie, dopiero sprzeciw ambasadora Chłapowskiego utrzymał go w Paryżu. Po przewrocie majowym 1926 minister August Zaleski odwołał go do centrali w Warszawie, a następnie w 1927 zwolnił go ze służby dyplomatycznej, tym samym pozbawiając z powodu zbyt krótkiej wysługi lat - prawa do emerytury. Według Augusta Iwańskiego „dymisję tę przyspieszyła okoliczność, że był on narodowym demokratą i jako taki stawał się z roku na rok bardziej niepożądanym dla coraz silniej sanacyjnie nastrojonego ministerstwa”. Mimo tego był w latach 1929–1933 pozostawał nadal doradcą ambasadora i ambasadorowej Chłapowskich i jeszcze na przełomie lat dwudziestych i trzydziestych był opłacany z funduszów dyspozycyjnych ambasady, zaś w 1931 roku otrzymał kolejny paszport dyplomatyczny. Nadal mieszkał też w Paryżu, m.in. realizując swój stary pomysł wzniesienia w Paryżu pomnika Adama Mickiewicza dłuta Antoine’a Bourdelle’a w 1929. W tym okresie poświęcił się niemal wyłącznie kolekcjonerstwu, pracy literackiej, translatorskiej i publicystyce. Współpracował z ponad sześćdziesięcioma polskimi i francuskimi tytułami, m.in. z „Tygodnikiem Ilustrowanym”, „Gazetą Lwowską”, „La Pologne”, „Le Journal des débats”.
Po wybuchu II wojny światowej od września 1939 do czerwca 1940 roku był sekretarzem wicepremiera i ministra propagandy prof. Stanisława Strońskiego w rządzie gen. Władysława Sikorskiego. W czerwcu 1940 roku nie ewakuował się do Londynu, pozostając w swym paryskim mieszkaniu. Okres okupacji niemieckiej Paryża stanowił jeden z najtrudniejszych w życiu Woźnickiego. Od 1941 roku jako imigrant korzystał ze wsparcia finansowego ze strony Service social d’aide aux emigrants. Po wyzwoleniu Paryża, za pośrednictwem swych francuskich przyjaciół, czynił bezskuteczne starania o przyznanie mu francuskiej emerytury. Pod koniec życia Woźnicki ponownie nawiązał bliższą i ożywioną współpracę z reaktywowanym po wojnie Polskim Towarzystwem Przyjaciół Książki w Paryżu. Zgromadził cenną bibliotekę (ok. 30 tysięcy woluminów) oraz obszerny zbiór rycin, którego część o tematyce polsko-francuskiej (ok. 1,5 tysiąca rycin) w latach 1924–1931 podarował Muzeum Narodowemu w Warszawie. Obszerne archiwum korespondencji i rękopisów Woźnickiego znajduje się w Bibliotece Polskiej w Paryżu.
Nie założył rodziny, żył i umarł samotnie. Zmarł nagle, po nieumyślnym przedawkowaniu leku. Pochowany na Cmentarzu w Montmorency pod Paryżem.

## Ordery i odznaczenia
- Krzyż Oficerski Orderu Odrodzenia Polski (27 grudnia 1924)[13]
- Krzyż Oficerskim Orderu Legii Honorowej (Francja, 1926)[1]
- Krzyż Kawalerski Orderu Legii Honorowej (Francja, 1920)[1]
- Złote Palmy Akademickie (Francja, 5 lutego 1923)[1]